# Балацький Олег Федорович
Оле́г Фе́дорович Бала́цький (11 травня 1937, м. Улан-Уде, нині Бурятія, РФ — 29 червня 2012, м. Суми, Україна) — український вчений, інженер, педагог, доктор економічних наук (1980), професор (1981), Заслужений діяч науки і техніки (1992), Академік Інженерної академії України (1992); Академік Української екологічної академії наук (1992), член Товариства охорони природи (1975—1990), професор кафедри управління Сумського державного університету, Заслужений професор СумДУ (1992), засновник наукової школи економіки природокористування.

## Біографія
Народився 11 травня 1937 року в місті Улан-Уде у сім'ї службовця. Батько Федір Михайлович Балацький — лісопатолог, мати Марія Андріївна працювала викладачкою математики.
У 1955 році закінчив Бєлгородську середню школу № 35. У  тому ж році вступив на механічний факультет Харківського інституту інженерів залізничного транспорту.
У 1956 році, бувши студентом другого курсу, вирушив на освоєння цілинних земель до Казахстану.
1960 рік — після закінчення вищого навчального закладу почав працювати на інженерних та керівних посадах Бєлгородського котлобудівного заводу: інженер-конструктор СКБ (1960—1961); начальник бюро СКБ (1961—1963); начальник бюро виробничого відділу (1963—1964); головний диспетчер (1964); виконувач обов'язків заступника головного конструктора СКБ (1964).
У 1964—1967 роках навчався в аспірантурі за спеціальністю «Економіка, планування, організація управління народним господарством» при Харківському політехнічному інституті (ХПІ). Кандидатська робота була присвячена циклам виробництва на машинобудівному підприємстві (науковий керівник — П. А. Левитський, проф., завідувач кафедри економіки і організації промислового виробництва ХПІ).
1964 рік — одружився з Людмилою Кузьміною (на той час була студенткою педагогічного інституту), з якою познайомився у громадському транспорті (м. Бєлгород). У тому ж році народився син Євген, а у 1973 році — донька Ірина.
У 1967 році закінчив аспірантуру, захистивши дисертацію на ступінь кандидата економічних наук.
У 1967—1969 роках — працював у ХПІ на викладацьких посадах: асистент, старший викладач.
На початку січня 1969 року О. Ф. Балацького було направлено читати лекції до Сумського філіалу Харківського політехнічного інституту (СФ ХПІ — на той час розташовувався на території машинобудівного заводу ім. М. В. Фрунзе). Директором філіалу був В. В. Малюшенко, який і запропонував молодому спеціалісту переїхати  до м. Суми та стати викладачем СФ ХПІ.
З 1969 року працював на викладацьких посадах СФ ХПІ, Сумського фізико-технологічного інституту: старший викладач кафедри технології машинобудування (1969); доцент кафедри технології машинобудування (1969—1976); виконувач обов'язків завідувача кафедри, завідувач кафедри економіки (1976—1993).
29 лютого 1980 року О. Ф. Балацький захистив докторську дисертацію («Економічні проблеми охорони навколишнього середовища і методи визначення її ефективності») у Інституті економіки АН УРСР, м. Київ.
З 1993 року по 2002 рік був завідувачем кафедри управління Сумського державного університету (СумДУ).
3 2002 року став професором кафедри управління СумДУ, а її завідувачем став доктор економічних наук, професор О. М. Теліженко.

## Наукова діяльність
Професор О. Ф. Балацький закономірно вважається одним із засновників вітчизняної школи економіки природокористування та засновником економічної науки у Сумській області.
Наукова школа сумських економістів О. Ф. Балацького випустила десятки докторів і сотні кандидатів наук. Підготовка кадрів вищої кваліфікації надала потужний імпульс розвитку закладів вищої освіти (ЗВО) у Сумській області. Серед тих, хто вийшов з наукової школи, — керівники ЗВО, підприємств Сумщини та їх підрозділів. Існування цієї школи дало поштовх до відкриття та розвитку економічних факультетів у діючих ЗВО.
Як учений він став засновником нового напряму в економічній науці, який можна назвати теорією оцінки економічного збитку від забруднення (порушення) природного середовища. О. Ф. Балацький, попри тотальні заборони, активно відстоював думку про те, що в СРСР від забруднення середовища можуть хворіти люди, гинути рослини, руйнуватися будівлі та споруди.
Питання оцінки збитку від забруднення атмосфери набуває особливого значення і сьогодні. На Саміті ООН (вересень 2015 року) були затверджені Цілі сталого розвитку (ЦСР) на період 2016—2030 рр., які вимагають осмислення у кожній країні і подальшої адаптації на національному рівні.
Основні напрями наукових досліджень О. Ф. Балацького: загальні цикли нової техніки, нововведення; теорія та практика економічного збитку; економічні методи управління природокористуванням; економіка території та природокористування; теорія та практика цільових комплексних програм охорони довкілля.
З 1 квітня 1969 року вперше в СРСР у СФ ХПІ розпочаті системні дослідження в галузі економіки охорони навколишнього середовища від шкідливих викидів промислових підприємств. При кафедрі технології машинобудування створюється секція економіки захисту повітряного басейну від забруднень. Роботою керує О. Ф. Балацький.
У 1971 році він став членом Наукової Ради «Захист повітряного басейну від забруднення шкідливими викидами» при Державному комітеті з науки і техніки Ради Міністрів СРСР.
З 1972 року при кафедрі технології машинобудування розпочала функціонування лабораторія економіки повітряного забруднення.
У 1976 році на базі лабораторії створена кафедра економіки, організації та управління машинобудівним виробництвом, яку очолив О. Ф. Балацький.
1976 рік — він став членом секції «Атмосферні домішки і їхній вплив на живі організми та зовнішнє середовище» при Науковій Раді ДКНТ РМ СРСР, а також членом «Міжвідомчої науково-технічної Ради з комплексних проблем охорони навколишнього середовища і раціонального використання природних ресурсів». У тому ж році результати теоретичних досліджень лабораторії доповідаються на координаційній нараді з охорони навколишнього середовища країн-членів РЕВ в Угорщині.
1979 рік — публікація фундаментальної монографії О. Ф. Балацького «Економіка чистого повітря» (1979), яка є методологічною базою розвитку економіки природокористування в Україні.
У 1980 році О. Ф. Балацький став членом Бюро об'єднаної комісії АН СРСР і ДКНТ РМ СРСР з економічної оцінки природних ресурсів і заходів щодо охорони навколишнього середовища. Він увійшов до складу оргкомітету з підготовки і проведення у 1980 році Міжнародної науково-технічної конференції країн-членів РЕВ «Маловідходні та безвідхідні технології» в Болгарії.
У тому ж році, з ініціативи О. Ф. Балацького, троє його учнів (Л. Г. Мельник, Е. Г. Козін, В. М. Боронос) представили цикл робіт на премію імені академіка Г. Ф. Проскури (ХПІ), потім — на Премію Ленінського комсомолу. Обидві спроби були успішними.
На початку 80-х років вчені СФ ХПІ на чолі з О. Ф. Балацьким спільно з ВО «Хімпром» представили на ВДНГ СРСР (виставка досягнень народного господарства) у павільйоні «Охорони природи» експозицію, присвячену екологічній модернізації об'єднання, за що отримали Золоту медаль виставки. Згодом була представлена ще одна експозиція, що також виявилася успішною (срібна медаль).
Одна з ідей Балацького, яка частково реалізована на Сумському ВО «Хімпром», була пов'язана із забезпеченням рециркуляції ресурсів. Зокрема, на Хімпромі використана вода після природного очищення в резервуарах-відстійниках подається назад у виробництво. На підприємстві взагалі немає скидання забрудненої води в природні водойми. Є лише періодичний забір свіжої води для компенсації тієї, що випарувалася у виробничому циклі води.
1989 рік — він вперше в Україні практично реалізував систему платного природокористування, яка пройшла шлях від першого дворічного експерименту (м. Суми) до затвердження на державному рівні — знайшла відображення у Законі України «Про охорону навколишнього середовища та атмосферного повітря» (1991).
Наприкінці 1980-х років на прохання болгарської наукової громадськості О. Ф. Балацький дав згоду на включення його імені як економіста-еколога до Болгарської енциклопедії.  
Наприкінці 1980-х років він взяв участь у спільних зустрічах американських і радянських економістів-екологів. У 1990 році така зустріч відбулася у Вашингтоні, на якій радянським учасникам зустрічі презентували пам'ятний знак із сертифікатом, підписаним особисто Президентом США Р. Рейганом.
1991 рік — завдяки зусиллям О. Ф. Балацького, у СумДУ були відкриті дві економічні спеціальності: «економіст» і «менеджер».
У цьому ж році, завдяки його активній діяльності, у СумДУ за рахунок видатків держбюджету було відкрито проблемну лабораторію з оцінки економічних наслідків від зміни русла річок.
У 1991 році, за його ініціативи, у Сумах була створена та успішно діє перша на Сумщині спеціалізована рада із захисту дисертацій за напрямом «Економіка природокористування та охорони навколишнього середовища». На захист до О. Ф. Балацького приїжджали вчені зі Львова, Одеси, Дніпропетровська та інших міст України.
1993 рік — він запропонував створити з кафедри економіки, організації та управління машинобудівним виробництвом 3 кафедри — відповідно «управління», «економіки» та «фінансів». Першим завідувачем кафедри управління було призначено О. Ф. Балацького (керував з 01.07.1993 р. до 31.08.2002 р.). За цей час формується колектив новоствореної кафедри, активно ведеться наукова та навчальна робота.
На основі наукових розробок та науково-методичних праць проф. О. Ф. Балацького в 1999 році створено фундаментальний спільний українсько-бельгійський підручник для вищої школи «Економіка природокористування», який вийшов у світ двома мовами: російською та англійською.
Загальний стаж роботи вченого складає 51 рік, з яких 40 років — викладацький стаж. Серед його учнів — 15 докторів економічних наук та більш ніж 50 кандидатів економічних наук.
Він нагороджений почесним знаком «За видатні успіхи вроботі» Вища школа СРСР" (1986); дипломом першого ступеня ВДНГ Української РСР (1986); почесною грамотою Президії Верховної Ради Української РСР (1986); Золотою медаллю ВДНГ СРСР (1987).
Професор О. Ф. Балацький був членом спеціалізованих вчених рад із захисту дисертацій; головним редактором Вісника Сумського державного університету (серія «Економіка»); ініціатором екологічних проєктів у Сумській області; багато років керував перепідготовкою менеджерів промислових підприємств.
Брав участь разом зі своїми колегами у численних зарубіжних симпозіумах, конференціях, семінарах у таких країнах: США, Китай, Чехія, Японія, Німеччина, Ізраїль, Австрія, Фінляндія, Єгипет, Ірландія, Індія, В'єтнам, Угорщина, Швеція та ін.

## Педагогічна діяльність
Професор О. Ф. Балацький був талановитим педагогом, який постійно запроваджував інноваційні методи у процеси навчання. Одним із перших у країні ще на початку 1970-х років він почав успішно використовувати у навчальному процесі рейтингову систему оцінки знань студентів. Розроблені ним ділові ігри, «мозкові штурми», метод бригадної форми навчання активно застосовуються не тільки у навчальному процесі у закладах вищої освіти, а й у тренінгових програмах перепідготовки керівників та спеціалістів народного господарства.
З ініціативи проф. О. Ф. Балацького протягом багатьох років у Сумській області проводяться науково-практичні та навчальні семінари для керівників державних установ та підприємств з підвищенням рівня економічних та управлінських знань. У зв'язку з цим ним були підготовлені лекційні курси, присвячені господарській діяльності підприємств, організації праці та виробництва, охороні навколишнього середовища, проблем управління тощо.
Метод, який запропонував О. Ф. Балацький, був побудований на впровадженні бригадної форми вивчення дисципліни на практичних заняттях. Цей метод років на 10-20 випередив розвиток університетської освіти у світі. Лише наприкінці 1980-х років у найбільш провідних світових університетах почали застосовувати методи тотальних тренінгових програм з мобілізацією останніх публікацій, із постійними презентаціями студентів та поточним моніторингом знань студентів.
Протягом усієї своєї педагогічної діяльності О. Ф. Балацький вів лекційні курси з багатьох дисциплін.
На початку педагогічної кар'єри він проводив лекційні та практичні заняття з усього циклу викладання економічних дисциплін («Економіка промисловості», «Організація та планування підприємств») для інженерних спеціальностей. З появою нових спеціальностей та відповідним поділом кафедри економіки на три нових (економіки, управління та фінансів) він почав читати лекційний курс із дисципліни «Основи менеджменту» для студентів спеціальності «Менеджмент організацій».
Велика когорта науковців на пострадянському просторі називає О. Ф. Балацького Вчителем. Багато студентів, що пройшли у нього курс навчання, застосовують результати та отримані знання далеко за межами країни: США, Англія, Італія та ін.
З ініціативи О. Ф. Балацького, на базі СумДУ проводиться республіканська студентська олімпіада з економіки природокористування, оргкомітет якої він очолював тривалий період.

## Громадська діяльність
О. Ф. Балацький неодноразово обирався народним депутатом до рад різного рівня: Зарічної районної ради (м. Суми, 1979—1982 рр.); Сумської обласної ради (1985—1989 рр.).
24 вересня 2008 року Сумська міська рада нагородила науковця знаком 1-го ступеня «За заслуги перед містом».

## Вшанування пам'яті
У березні 2016 року за рішенням Вченої ради СумДУ факультет економіки та менеджменту реорганізовано у Навчально-науковий інститут фінансів, економіки та менеджменту імені Олега Балацького.
Ім'я професора О. Ф. Балацького присвоєно лекційній аудиторії навчально-наукового корпусу СумДУ (Н-121).
СумДУ започаткував щорічну стипендію ім. професора О. Ф. Балацького найкращому студенту (у галузі охорони навколишнього середовища).
Одна із вулиць м. Суми (колишня вул. Котовського) названа на честь Олега Балацького.
11 травня 2017 року, за підтримки ректорату, Вченої ради СумДУ й міської ради, відбулося відкриття меморіальної дошки, присвяченої 80-річчю від дня народження О. Ф. Балацького. Меморіальна дошка розміщена на стіні будинку (вул. Береста), в якому жив та працював учений.

## Вибрані публікації
У здобутку вченого близько 350 опублікованих праць, зокрема більше ніж 30 книг, включаючи монографії, підручники, наукові посібники.
Роботи О. Ф. Балацького з охорони повітряного басейну стали основою економіки чистого повітря в СРСР, мали широкий міжнародний резонанс.
Роботи О. Ф. Балацького з економічної оцінки збитків від забруднення повітряного басейну служать основою для розробки та практичного вирішення сучасних проблем екологічної безпеки.

### Наукові праці
- Экономика чистого воздуха / О. Ф. Балацкий. — К. : Наукова думка, 1979. — 295 с. — (Человек и среда).
- Экономика и качество окружающей природной среды / О. Ф. Балацкий, Л. Г. Мельник, А. Ф. Яковлев. — Л. : Гидрометеоиздат, 1984. — 190 с.
- Экология и экономика / авт. кол. : О. Ф. Балацкий, Л. Г. Мельник, Н. В. Ярош и др. — К. : Урожай, 1986. — 106 с.
- Экономика и организация охраняемых природных территорий / О. Ф. Балацкий, Ю. В. Панасовский, А. В. Чупис. — М. : Агропромиздат, 1989. — 192 с.
- Природоохранная и ресурсосберегающая деятельность на промышленных предприятиях / О. Ф. Балацкий, А. Ю. Жулавский, Б. А. Семененко, Н. В. Ярош. — М. : ВИНИТИ, 1990. — 181 c. — (Итоги науки и техники. Охрана природы и воспроизводство природных ресурсов ; Т. 28).
- Актуальные вопросы экономики природопользования: теоретические и практические аспекты / О. Ф. Балацкий, Б. А. Семененко, П. В. Тархов и др.; под ред. О. Ф. Балацкого. — Сумы: ОП ВЭО, 1990. — 178 c.
- Эколого-экономические проблемы сельскохозяйственного производства / О. Ф. Балацкий, Л. Г. Мельник, С. Н. Козьменко и др.; под ред. О. Ф. Балацкого. — К. : Урожай, 1992. — 144 с. — ISBN 5-337-01022-0.
- Моделирование социо-эколого-экономической системы региона / О. Ф. Балацкий, Д. В. Белышев, В. И. Гурман, Е. В. Рюмина; под ред. : В. И. Гурмана, Е. В. Рюминой. — М: Наука, 2001. — 175 с.
- Теплоэнергетика: внешние издержки и проблемы принятия решений: монография / под ред. О. Ф. Балацкого, А. М. Телиженко. — Сумы: Слобожанщина, 2001. — 396 с.
- Экономический потенциал административных и производственных систем: монография / под ред. О. Ф. Балацкого. — Сумы: Университетская книга, 2006. — 973 с.
- Балацкий О. Ф. Антология экономики чистой среды / О. Ф. Балацкий. — Сумы: Университет. кн., 2007. — 272 с. — ISBN 978-966-680-334-7.
- Социально-экономический потенциал региона: монография / под общ. ред. О. Ф. Балацкого. — Сумы: Университетская книга, 2010. — 363 c.

### Навчальні посібники
- Управление инвестициями: учебное пособие / О. Ф. Балацкий, А. М. Телиженко. — Сумы: Сумский государственный университет, 2000. — 123 с. — ISBN 966-680-117-5.
- Управління інвестиціями: навчальний посібник / О. Ф. Балацький, О. М. Теліженко, М. О. Соколов. — 2-ге вид., перероб. і доп. — Суми: Університетська книга, 2004. — 232 с. — ISBN 966-680-117-5.
- Менеджмент громадських організацій: вибрані питання теорії та практики: навч. посіб. / О. Ф. Балацький, О. М. Теліженко, Є. В. Мішенін та ін.; за заг. ред. : О. Ф. Балацького, О. М. Теліженка, О. А. Лук'янихіної. — Суми: Університетська книга, 2011. — 366 с. — ISBN 978-966-680-563-1.